# 色彩専門校パーソナルカラーズ
色彩専門校パーソナルカラーズ（しきさいせんもんこうパーソナルカラーズ）はパーソナルカラー、スタイル分析、色彩心理とアートセラピーなど、色彩について学ぶ学校。色彩について幅広く学び実践力を付ける内容の講義を開講している。
東京のほか、名古屋、 仙台、福岡、広島の各校がある。
- 仙台校(宮城県仙台市青葉区)
- 名古屋校(愛知県名古屋市中区)
- 広島校(広島県広島市中区)
- 福岡校(福岡県福岡市博多区)

名古屋では平日コースと土日コースが随時開催され、集中フリーレッスンや遠方の生徒のための連日コース、GWコースなどがある。
初心者から受講可能であるが、色彩の仕事を目指すプロ養成コースのほか、色彩検定（AFT）講座、カラーアナリスト養成講座、 カラーセラピーオーラソーマ養成講座などを開講している。修了後は色彩に関する幅広い業種への就職・転職へや色彩のプロフェッショナルとして活動する道の他、学校スタッフやアシスタントや講師としての活動する者もいる。